# KV1
Гробница KV1 се намира в Долината на царете в Египет и е използвана за погребението на фараон Рамзес VII от двадесета династия.
Въпреки че е отворена още от античността, тя е правилно изследвана и почистена от Едуин Брок през 1984 и 1985 г.
Гробницата е сред поне 11-те гро/ници, които са били отворени още е древността. Като доказателство за това са 132 отделни графити от древни гърци и римляни, преброени в KV1
По-късно гробницата е обитавана от коптски монаси.